# Stenostiridae
Čeleď Stenostiridae je malá čeleď zpěvných ptáků, zahrnující několik afrických a asijských "lejsků", dříve řazených do tří různých nadčeledí. V současné době tvoří tuto čeleď 9 druhů ve třech rodech.

## Fylogeneze a taxonomie
Čeleď Stenostiridae je součástí malého kladu na bázi nadčeledi Sylvioidea, do kterého dále patří čeledi moudivláčkovití (Remizidae) a sýkorovití (Paridae). Podle některých výzkumů jsou sesterským kladem všech ostatních skupin Sylvioidea, někdy dokonce jako samostatná nadčeleď Paroidea.
Čeleď Stenostiridae zahrnuje tři rody, řazené původně do jiných čeledí a nadčeledí – rod Stenostira mezi pěnicovité (Sylviidae, Sylvioidea), rod Elminia mezi lejskovcovité (Monarchidae, Corvoidea) a rod Culicicapa mezi lejskovité (Muscicapidae, Muscicapoidea). Tři druhy rodu Elminia přitom byly řazeny do samostatného rodu Trochocercus. Při novějších analýzách bylo zjištěno, že jsou druhy této nové čeledi jen vzdáleně spřízněné s ostatními zpěvnými ptáky.
Nedávné výzkumy objevily devátý druh této malé čeledi - pávíka žlutobřichého (Chelidorhynx hypoxantha). Tento druh byl řazen do rodu Rhipidura, přesto byl považován za neobvyklého člena této skupiny. Ve skutečnosti je sesterským druhem krejčiříka ťuhýkovitého (Stenostira scita).
Zajímavé je, že oba hlavní klady čeledi (Chelidorhynx/Stenostira a Culicicapa/Elminia) zahrnují vždy africký a asijský druh. K oběma rozštěpením došlo zhruba ve stejné době; podobné případy africko-asijského rozšíření jsou známy i u jiných ptačích čeledí.

### Kladogram a druhy čeledi
|  | Chelidorhynx hypoxantha, pávík žlutobřichý |
|  |                                            |
|  | Stenostira scita, krejčiřík ťuhýkovitý     |
|  |                                            |

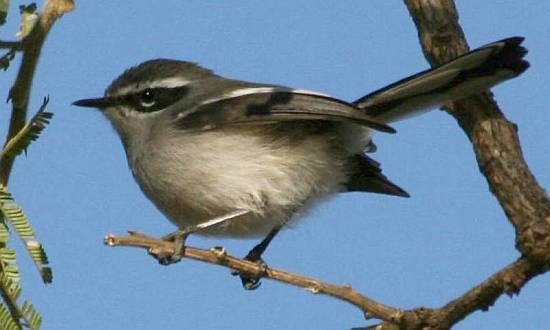
Krejčiřík ťuhýkovitý (Stenostira scita)

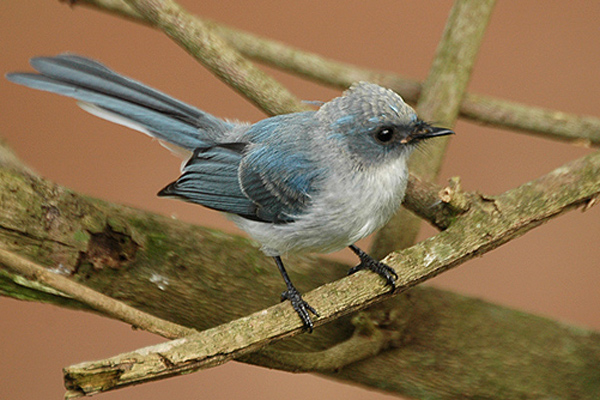
lejskovec běloocasý (Elminia albicauda)

|  | Culicicapa ceylonensis, lejsek šedohlavý |
|  |                                          |
|  | Culicicapa helianthea, lejsek citronový  |
|  |                                          |

|  | Elminia longicauda, lejskovec dlouhoocasý |
|  |                                           |
|  | Elminia albicauda, lejskovec běloocasý    |
|  |                                           |

|  | Elminia nigromitrata, lejskovec černočapkový                                                                      |
|  | |
|  | \| \| Elminia albiventris, lejskovec bělobřichý \| \| \| \| \| \| Elminia albonotata, lejskovec lesní \| \| \| \| |
|  | |
|  | Elminia albiventris, lejskovec bělobřichý                                                                         |
|  | |
|  | Elminia albonotata, lejskovec lesní                                                                               |
|  | |

|  | Elminia albiventris, lejskovec bělobřichý |
|  |                                           |
|  | Elminia albonotata, lejskovec lesní       |
|  |                                           |

|  | Elminia longicauda, lejskovec dlouhoocasý |
|  |                                           |
|  | Elminia albicauda, lejskovec běloocasý    |
|  |                                           |

|  | Elminia nigromitrata, lejskovec černočapkový                                                                      |
|  | |
|  | \| \| Elminia albiventris, lejskovec bělobřichý \| \| \| \| \| \| Elminia albonotata, lejskovec lesní \| \| \| \| |
|  | |
|  | Elminia albiventris, lejskovec bělobřichý                                                                         |
|  | |
|  | Elminia albonotata, lejskovec lesní                                                                               |
|  | |

|  | Elminia albiventris, lejskovec bělobřichý |
|  |                                           |
|  | Elminia albonotata, lejskovec lesní       |
|  |                                           |

|  | Culicicapa ceylonensis, lejsek šedohlavý |
|  |                                          |
|  | Culicicapa helianthea, lejsek citronový  |
|  |                                          |

|  | Elminia longicauda, lejskovec dlouhoocasý |
|  |                                           |
|  | Elminia albicauda, lejskovec běloocasý    |
|  |                                           |

|  | Elminia nigromitrata, lejskovec černočapkový                                                                      |
|  | |
|  | \| \| Elminia albiventris, lejskovec bělobřichý \| \| \| \| \| \| Elminia albonotata, lejskovec lesní \| \| \| \| |
|  | |
|  | Elminia albiventris, lejskovec bělobřichý                                                                         |
|  | |
|  | Elminia albonotata, lejskovec lesní                                                                               |
|  | |

|  | Elminia albiventris, lejskovec bělobřichý |
|  |                                           |
|  | Elminia albonotata, lejskovec lesní       |
|  |                                           |

|  | Elminia longicauda, lejskovec dlouhoocasý |
|  |                                           |
|  | Elminia albicauda, lejskovec běloocasý    |
|  |                                           |

|  | Elminia nigromitrata, lejskovec černočapkový                                                                      |
|  | |
|  | \| \| Elminia albiventris, lejskovec bělobřichý \| \| \| \| \| \| Elminia albonotata, lejskovec lesní \| \| \| \| |
|  | |
|  | Elminia albiventris, lejskovec bělobřichý                                                                         |
|  | |
|  | Elminia albonotata, lejskovec lesní                                                                               |
|  | |

|  | Elminia albiventris, lejskovec bělobřichý |
|  |                                           |
|  | Elminia albonotata, lejskovec lesní       |
|  |                                           |